# Ильята (Свердловская область)
Ильята — деревня в Ачитском городском округе Свердловской области. Управляется Арийским сельским советом.

## География
Деревня располагается на левом берегу реки Арий в 16 километрах на восток от посёлка городского типа Ачит.

### Часовой пояс
Ильята, как и вся Свердловская область, находится в часовой зоне МСК+2. Смещение применяемого времени относительно UTC составляет +5:00.

## Население
| 2002 | 2010 | 2021 |
| ---- | ---- | ---- |
| 57   | ↘40  | ↘20  |

## Инфраструктура
В деревне расположена всего одна улица: Молодёжная.